# Carrozza letti

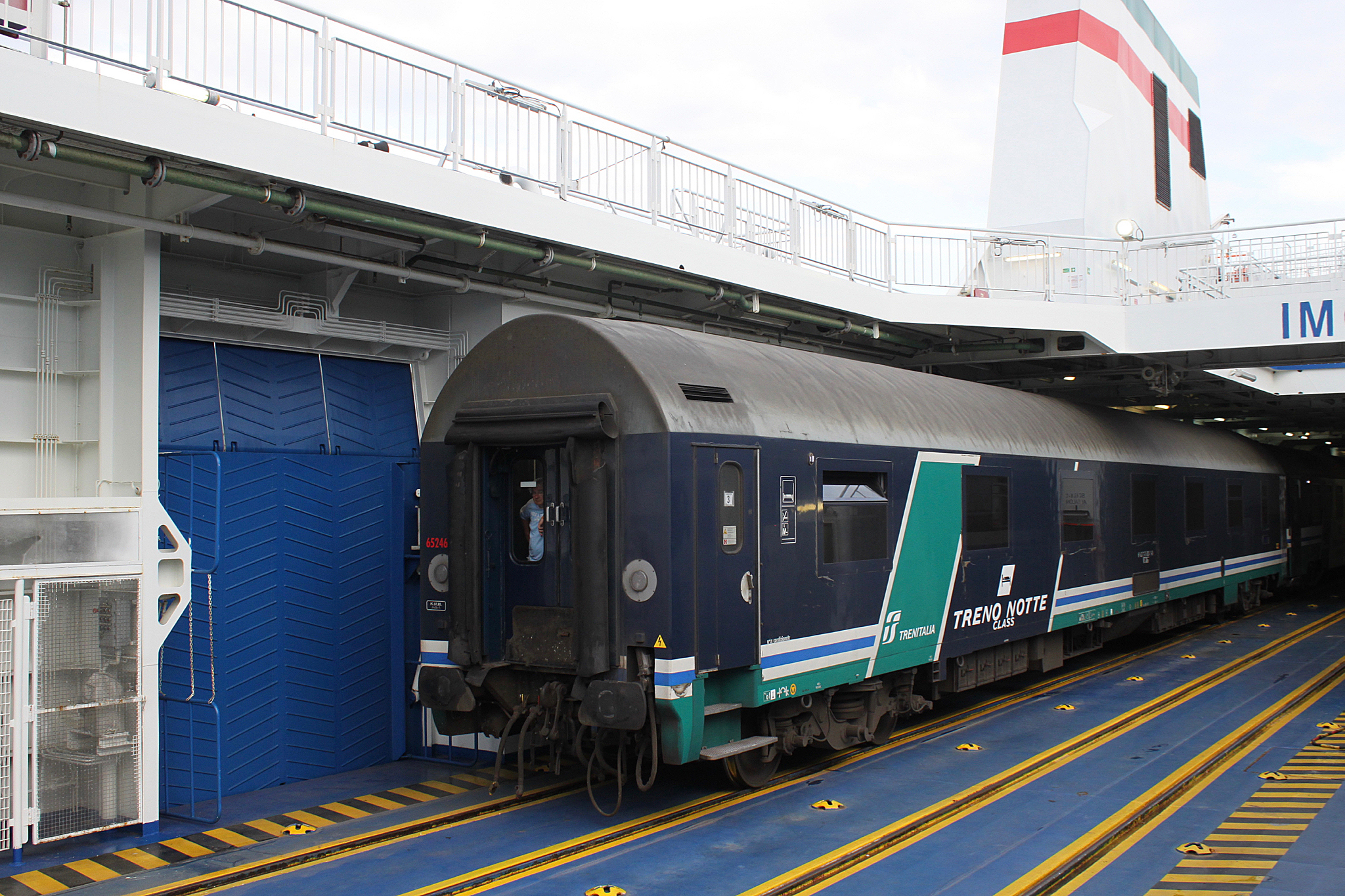
Una carrozza letti, tipo MU, di Trenitalia, revampizzata, in livrea XMPR.

Una carrozza letti, chiamata anche wagon-lits o vagone letto, è una carrozza ferroviaria concepita per il trasporto dei viaggiatori usufruenti dei veri letti, dotati di materassi, lenzuola e cuscini ed anche di un angolo-lavabo con l'assistenza di personale detto conduttore. I letti possono essere disposti in vagoni non divisi in scompartimenti (soluzione comune all'inizio della storia delle carrozze letti ma ora raramente applicata), oppure in scompartimenti separati accessibili lungo un corridoio laterale del vagone; in quest'ultimo caso gli scompartimenti possono essere con letto singolo (soluzione che garantisce il massimo di privacy), due, tre o quattro letti.

## Storia
La Cumberland Valley Railroad (USA) inaugurò nella primavera del 1839 il primo servizio letti su un treno. Sulla linea tra Chambersburg e Harrisburg, in Pennsylvania una vettura speciale chiamata "Chambersburg" era attrezzata con dei letti a castello in un locale senza compartimenti. Un paio di anni più tardi una seconda carrozza, la "Carlisle", fu aggiunta al servizio.
Fu solo a partire dal 1865 ad opera di George Mortimer Pullman che l'idea di dotare i treni di vetture attrezzate per permettere ai passeggeri di dormire con un certo comfort cominciò ad avere un successo sostenibile economicamente. In quell'anno egli costruì la prima carrozza letto di lusso, la "Pioneer".
Pullman quindi non fu, come gereralmente si crede, l'inventore delle carrozze letto, ma piuttosto colui che le condusse al successo. Nel 1867 fondò la Pullman Company che possedette ed gestì la grande maggioranza delle carrozze letto negli Stati Uniti fino alla metà del XX secolo, mettendole in composizione con treni di diverse compagnie.
L'introduzione dei « wagons-lit » in Europa nel 1872 è dovuta invece al belga Georges Nagelmackers, fondatore della famosa Compagnie des wagons-lits (CIWL), ora francese.

### Carrozze tipo S
Nel 1922, le carrozze 'tipo S' (acronimo in lingua inglese di steel, acciaio in italiano) sono le prime vetture della società di trasporti internazionale CIWL, realizzate interamente con la cassa in acciaio. Inaugurano la famosa e caratteristica livrea blu ed oro (le precedenti carrozze erano color legno) ed erano abilitate a viaggiare alla velocità di 140 km/h.
L'intera famiglia di carrozze letti 'tipo S' si distinse in diverse serie:
- la serie[3] S1[4] (1922-1929);
- la serie S2[5] (1923-1926);
- la serie ST (n° 2695 à 2699, 1926);
- la serie S4u (n° 3361 à 3390, 1928);
- la serie SG (n° 3432 à 3455, 1929).

La sommatoria di tutti gli esemplari costruiti per ogni singola serie formò una famiglia di 189 unità, prodotte fino al 1930 da diversi costruttori francesi, inglesi, italiani ed austriaci.
Munite di riscaldamento autonomo, decorate con de la marqueterie, la loro capacità iniziale di 16 posti è stata portata a 20, 22 e 24 posti.
La ST «tourisme» offre 24 posti in 12 scompartimenti. Nel 1929, la SG offre 17 posti (4 scompartimenti «doppi», 3 scompartimenti «singoli» con bagni e 3 «doppi» con cabinet de toilette. Altri offrono degli scompartimenti di 3 letti in 3ª classe e circolano nei treni Taurus Express o Anatolie Express. Le carrozze di tipo SG hanno iniziato a venir messe in secondo piano con l'arrivo del tipo Y a partire dal 1948. Molte vetture saranno trasferite alla Spagna nel 1958. Alcune tra queste avranno 13 posti e un angolo bar.
Qualche esemplare è conservato per alcuni servizi di lusso Venezia-Simplon-Orient-Express.

### Carrozza tipo Z
Nel 1926, le carrozze letto tipo Z (dal n° 2712 al 2736) introdussero gli scompartimenti a parete divisoria detta a Z che permettevano una migliore ripartizione degli spazi.

### Carrozza tipo Lx
Le carrozze letto Lx (abbreviazione per Lusso) della CIWL sono state prodotte in 90 esemplari:
- 60 fabbricate da EIC a Aytré
- 30 fabbricate nel Regno Unito negli stabilimenti Metropolitan Cammel Carriage & Wagon Company a Saltey (Birmingham).

Sono state consegnate tra il 1926 e il 1929
Esse sono riconoscibili dalle loro porte con finestre a forma di calisson, marque d'un service haut de gamme. Decorate da Nelson, Maple e Prou, esse presentano degli eleganti motivi en marqueterie o en laque. Esse offrivano all'origine dieci scompartimenti «singoli», di cui 8 raggruppabili in suites. Poi, con la recessione dell'inizio degli anni trenta, l'aggiunta di un secondo letto in alcuni scompartimenti ha fatto comparire delle carrozze denominate Lx14, Lx16 o Lx20 a seconda del numero di posti offerti.
Esse sono munite di un riscaldamento autonomo.
Tra il 1966 e il 1973, 51 tra esse sono state riciclate nelle reti iberiche a scartamento largo.
In Francia, esse sono ritirate dal servizio tra il 1971 e il 1976 e raggiungeranno la fine della loro carriera in Spagna e in Portogallo verso la metà degli anni ottanta. Alcune di queste vetture, interamente restaurate negli ateliers di Ostenda, in Belgio, entrano nella composizione dell'attuale Venezia-Simplon-Orient-Express.

### Carrozza tipo Y
A partire dal 1930, le carrozze letto Y, dotate di un locale destinato al servizio, possono essere utilizzate anche in modo isolato in un treno. La loro costruzione si estende dal 1930 al 1950.
Si distinguono a seconda dell'addobbo degli scompartimenti, le varianti:
- tipo Y, con 11 scompartimenti di prima classe a due letti,
- tipo YT, con 7 scompartimenti di prima classe e, alle due estremità, 4 scompartimenti a tre posti per un totale di 26 letti.
- tipo YU, identico al precedente ma con letti a scomparsa,
- tipo U, con tre letti a scomparsa negli 11 scompartimenti.

Si distinguono le serie di:
- 1930: 50 Ym costruite da De Dietrich (3588-3607) e EIC (3608-3627 & 3683-3692), a pannelli dipinti
- 1931: 40 Yb (3703-3742) costruite in Germania da Gebrüder Crede & Co. con una finitura più accurata
- 1932: 25 YTm (3743-3767) costruite dalla Birmingham Railway Carriage and Wagon Company nel Regno Unito
- 1939: 55 Yb con carrelli PP poi altre 63 nel 1948:
  - 3806-3809, Linke Hoffman, 1939.
  - 3810-3842, Ateliers Métallurgiques de Nivelles, 1939
  - 3843-3860, Breda, Milano, 1940.
  - 3871-3887, Ansaldo, 1950 (à voiture saldata senza coprigiunti; dal 3871 al 3884 sono delle ricostruzioni a partire da S, Z o WR a châssis à poutre centrale).
  - 3888-3902, Nivelles, 1948.
  - 3932-3962, EIC, 1950.
- 1940: 10 YTb (3861-3870) costruite da Ganz, poi altre 29 (3903-3931) nel 1949 da Nivelles.

Le si trova nei treni Riviera Express (Berlino - Cannes), Oberland Express (Calais - Interlaken) o Arlberg - Orient Express ai lati delle voitures LX e Z poiché tali treni erano aperti alle 3 classi fino al 1956.
120 voitures saranno ammodernate dalla CIWL; 81 di queste saranno riprese dalla SNCF nel 1962.
Dal 1962 al 1964, gli Ym sono ricostruiti in Ub e gli Yb in Uf con des cloisons in formica multistrato.
Gli YT «turismo» sono ricostruiti in YU «universali» con dei nuovi carrelli più confortevoli.
Tali vetture hanno fatto l'epoca d'oro dei treni Nord-Express e Direct Orient. Le ultime vetture di questa famiglia circolarono in Francia fino al 1987.

### Carrozza tipo F
I vagoni-letto di tipo F, apparsi nel 1936, sono stati concepiti per il servizio diretto Parigi-Londra con trasbordo su treno ferry (Dunkerque-Dover). I vagoni sono a sagoma limite britannica. La loro lunghezza è ridotta a 19,2 m; esse hanno solo una porta per facciata laterale. Tale materiale è stato ritirato dal servizio alla fine del 1980.
25 vagoni sono stati costruiti:
- serie da 3788 a 3799 da Blanc-Misseron nel 1936,
- serie da 3800 a 3805 dalla CGC nel 1945,
- serie da 3983 a 3989 dalla CGC nel 1952.

### Carrozza tipo U
I vagoni U («Universali») sono apparsi nel 1954 con un ordine della DSG di 10 vagoni da 12 scompartimenti che offrono fino a 36 posti. Essi sono stati seguiti da altri 70 da 11 scompartimenti e 33 posti, a partire dal 1959, prodotti dalla società Hansa. Potevano circolare a 140 km/h.
Nel 1967 e poi nel 1972, la società DSG compra 75 unità supplementari, atte ai 160 km/h. Si distinguono per un tetto meno arrotondato alle estremità.
Dopo la riunificazione, i vagoni U prendono la livrea rossa e grigia della filiale DB AutoZug.

### Carrozza tipo P

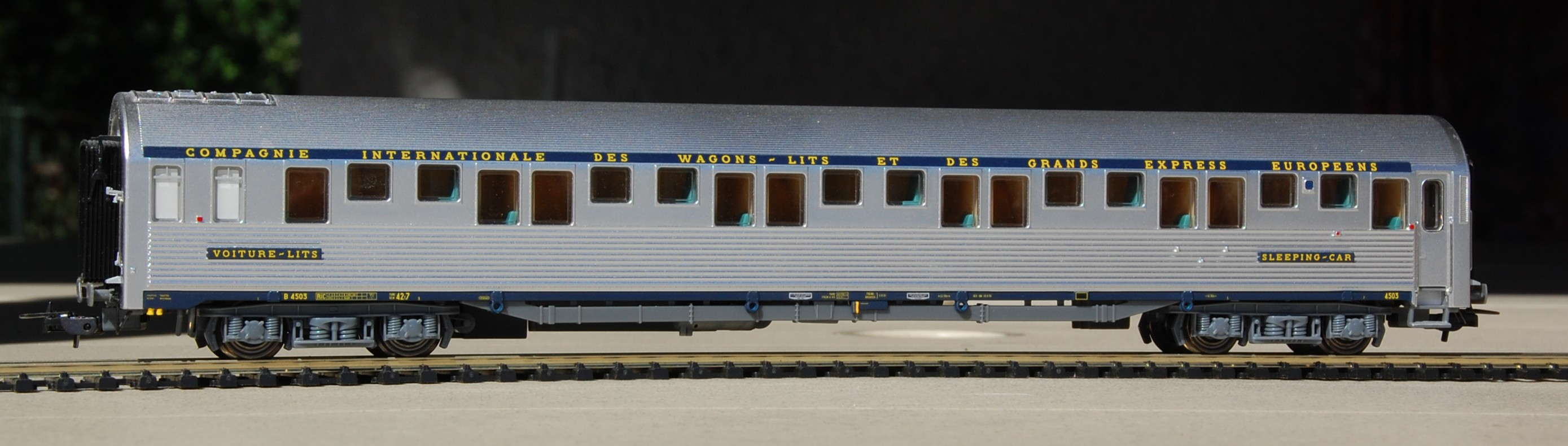
Modello ridotto di vagone-letto di tipo P di LS Models

I vagoni-letto di tipo P (WLA P, CIWL dal n° 4501 al 4580, di cui 44 saranno ripresi dalla SNCF) sono stati ordinati nel 1954 e consegnati nel 1955 e 1956 in 80 esemplari dai loro costruttori Nivelles, Carel et Fouché, Ansaldo e FIAT Ferroviaria. Sono stati utilizzati dalle reti SNCF, SNCB, NS e ÖBB. Il loro nome fa riferimento al loro ideatore, Albert Pillepich, ingegnere a capo dei servizi tecnici della CIWL. Destinati a una clientela di alto livello, offrono, solo in 1ª classe, 20 scompartimenti da un posto organizzati su due livelli. Tali vagoni sono caratterizzati da una cassa inox (tecnologia Budd) e carrelli N Schlieren; potevano circolare a 140 km/h.
Erano utilizzati, in partenza da Parigi, verso Dortmund, Coira, Ginevra e Milano. Sono stati proposti in 2ª classe, a titolo sperimentale, a partire dal 1981 (in Francia) poi ritirati dal servizio nel 1987, dopo il deragliamento del Nizza-Parigi.
Nel 1992, 17 esemplari sono stati oggetto di un ammodernamento agli ateliers CIWLT di Ostenda che ha portato la loro capacità interna a 30 posti (10 scompartimenti da 3 letti). Hanno preso la denominazione di WLAB 30. Sono utilizzati tra Amsterdam e Vienna.

### Carrozza tipo UH
I vagoni UH (Universal Hansa), consegnati come riparazione di guerre dalla ditta tedesca Hansa Waggonbau (CIWL dal n° 4581 al 4600), hanno fatto la loro comparsa a partire dal 1957. Un'altra serie di 20 vagoni (CIWL dal n° 4601 al 4620) è stata realizzata da Waggon- und Maschinenbau GmbH Donauwörth. Offrivano 33 posti ripartiti in 11 scompartimenti modulabili, da cui la loro designazione WLAB 33 e figurarono nei treni come il Treno Blu (treno) Parigi-Ventimiglia, il Nord-Express Parigi-Copenaghen o la Puerta del Sol Parigi-Madrid.
Malgrado il ritiro dal servizio di tale serie nel 1986, due vagoni-letto UH sono ancora incorporati, dopo totale ristrutturazione, nel Sud-Express tra Lisbona e Hendaye e viceversa.

### Carrozza tipo M
Costruite in Italia, le carrozze di tipo M sono state consegnate alla CIWL nel 1964. Sono dotate di carrelli Y24.

### Carrozza tipo MU

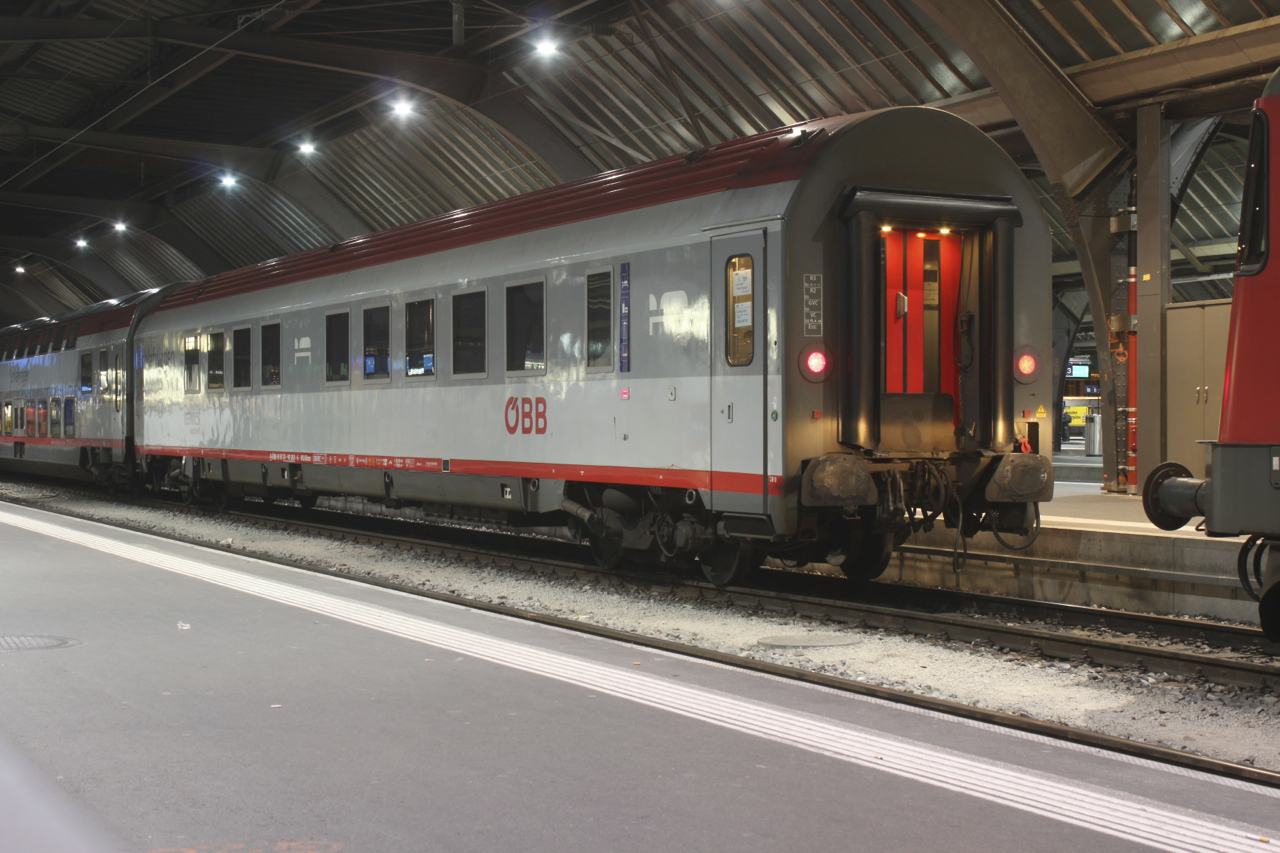
Carrozza letti tipo MUn delle Ferrovie federali austriache.

Tale sigla MU significa «Moderni Universali». Tale carrozza climatizzata è stata prodotta in 100 esemplari da Waggon- und Maschinenbau GmbH Donauwörth nel 1964, mentre un altro contingente fu consegnato da FIAT Ferroviaria nel 1973 e denominato MUF (10 sotto-serie in tutto). Con i loro carrelli Minden-Deutz tipo 4, sono adatte ai 160 km/h. Il loro allestimento offre 12 scompartimenti e da 12 a 36 letti. Sono per la maggior parte proprietà della CIWL; la SNCF ne compra 18. In Italia un piccolo gruppo riservato alla 1ª classe è denominato tipo M.
Le FS comprano 91 carrozze supplementari con una livrea specifica per il loro uso interno. Un ammodernamento è all'origine delle MUn degli NS.

### Carrozza tipo T2

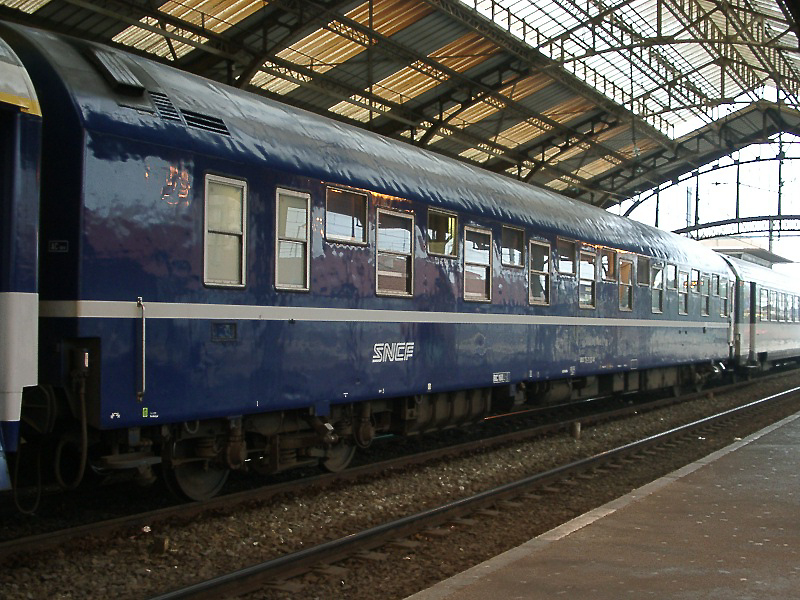
Carrozza letti tipo T2 della SNCF.

Nel 1968, la CIWL lancia una carrozza innovativa per allargare della clientela dei vagoni-letto: la carrozza WLAB T2, il cui nome significa «Turisti di 2ª classe», è la prima a permettere di viaggiare in coppia in seconda classe. La struttura è costituita da diciotto piccole cabine, nove con due letti ribaltabili sovrapposti e, intercalate, altre nove, sopraelevate, con divano fisso e due letti alti paralleli per un totale di 36 posti.
A fronte del successo di queste carrozze, la SNCF fa l'acquisizione, tra il 1973 e il 1975, di 82 carrozze climatizzate di cui più della metà nel quadro dell'Eurofima, e la SNCB di altre 6. Dal 1977 al 1980 la RENFE riceve 85 carrozze.
Le T2 sono state radiate dal parco SNCF nel 2008 e vendute all'estero.

### Carrozza tipo T2s

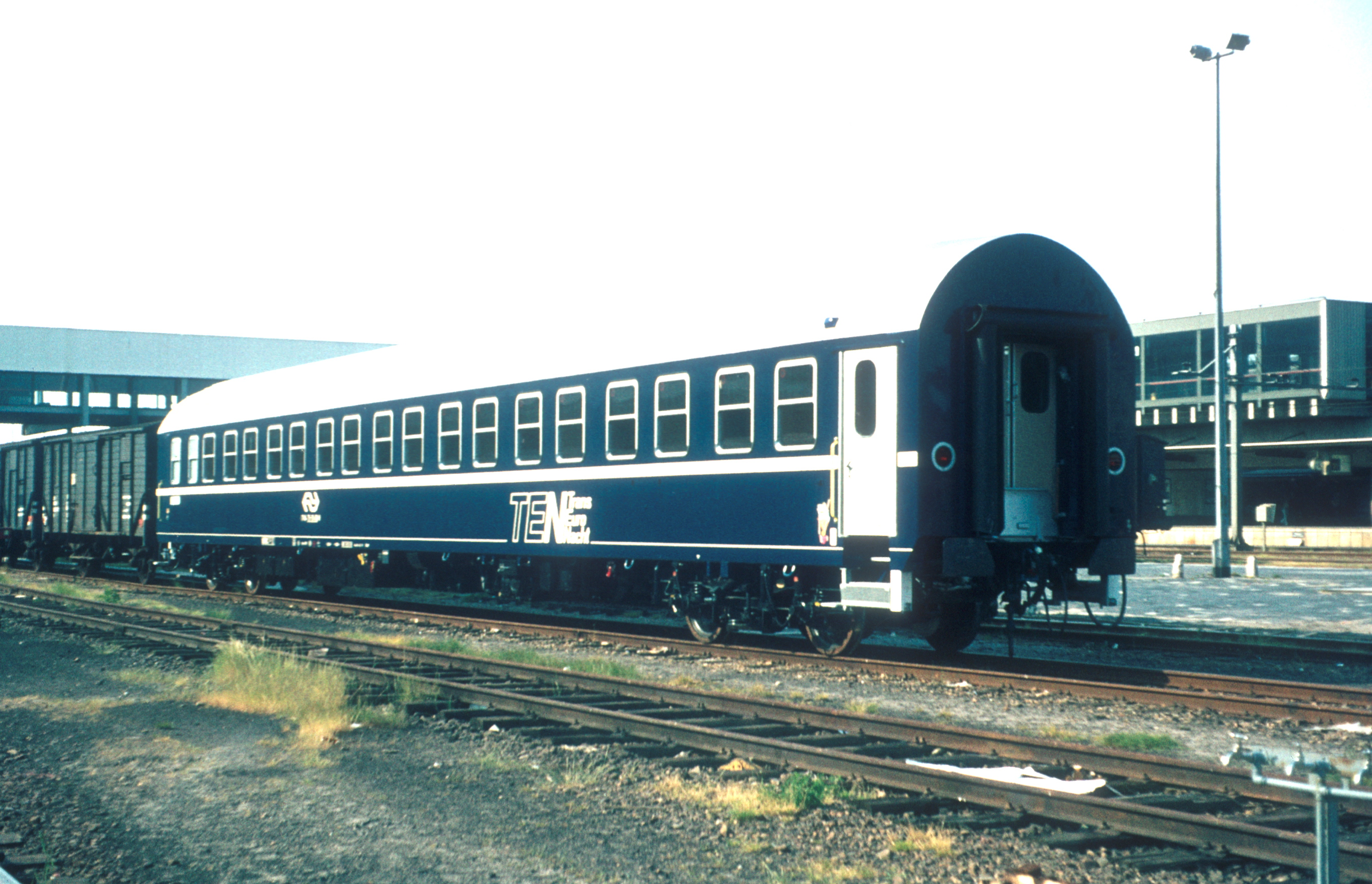
Carrozza letti tipo T2s delle Ferrovie olandesi.

La serie T2s (CIWL dal n° 6401 al 6463), si riconosce dai suoi finestrini di dimensioni analoghe ma dagli spigoli leggermente arrotondati. Dispone solo di cabine con letti sovrapposti. Le 63 vetture, ordinate nel 1973 grazie a un finanziamento Eurofima, vennero assemblate dalla Schweizerische Wagonsfabrik Schlieren (23 esemplari), dalla Schindler Waggon di Pratteln (7 esemplari) e dalla Casaralta di Bologna (33 esemplari); l'ordinazione venne così suddivisa: 5 vetture per le Ferrovie federali svizzere, 16 per la Deutsche Bundesbahn, 33 per le Ferrovie dello Stato, 5 per le Österreichische Bundesbahnen, 2 per le Nederlandse Spoorwegen e 2 per le Danske Statsbaner.
Le FS fanno realizzare dalla FIAT una nuova serie di 60 carrozze nel 1982.

### Carrozza tipo City Night Line

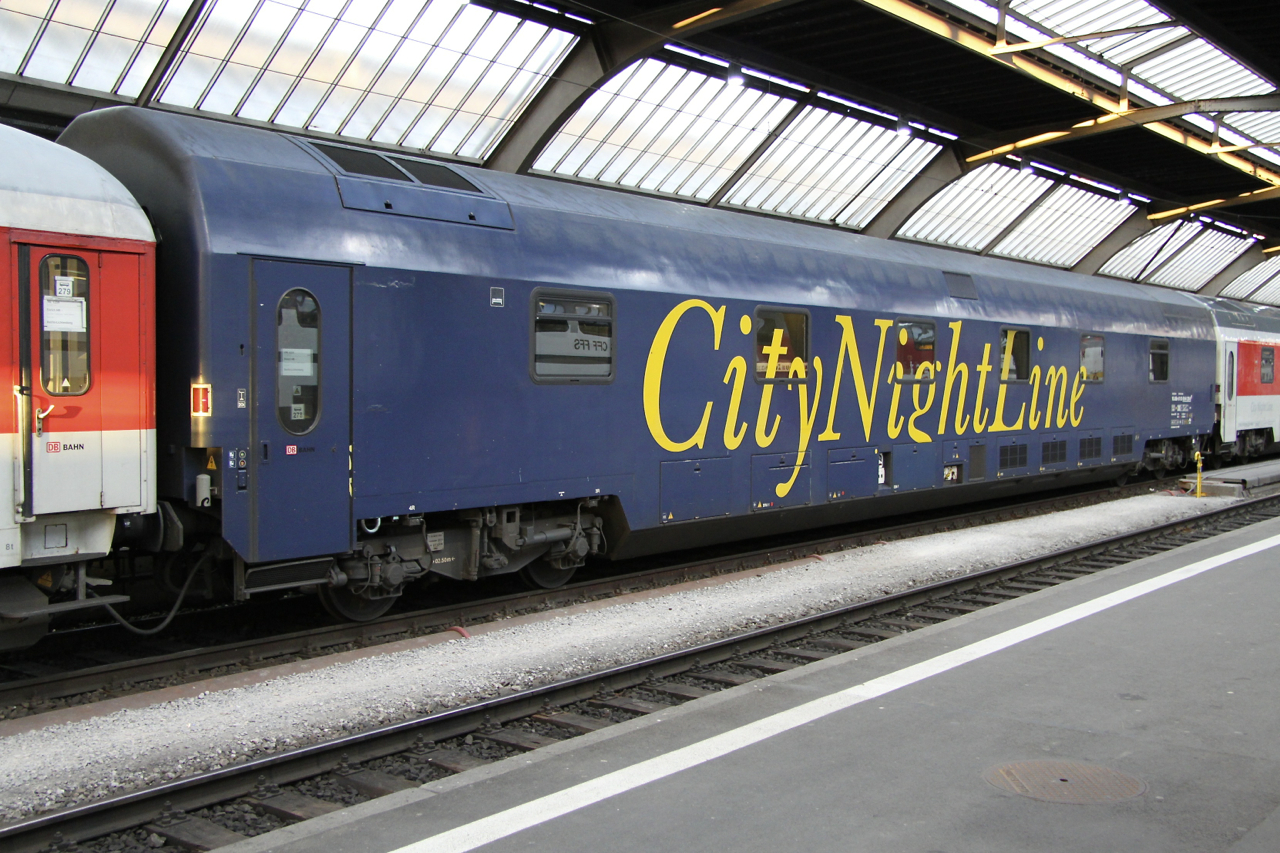
Carrozza letti a due piani CityNightLine tipo WLABm.

La società CityNightLine (CNL), emanazione della DB, della SBB-CFF-FFS e dell'ÖBB, ha lanciato il 28 maggio 1995 i suoi primi treni-hotel con carrozze letti a due piani. In origine di colore blu notte, sono di lunghezza di 26.90 m e possono viaggiare a 200 km/h. Offrono i livelli di tipo A (lusso) e B (confort), rompendo così con i vecchi WLAB 33 modulabili, e degli scompartimenti variabili:
- famiglia di 4 persone,
- doppie di lusso, spaziose con doccia,
- doppie semplici senza doccia.

Sono costruite in Svizzera in due lotti da 27 carrozze:
- 27 WLAB 34 (tipo WLABm) miste da 34 posti
- 27 WLB 44 (tipo WLBm) con 44 posti di seconda classe.

In composizione vi sono anche una carrozza di servizio che offre uno spazio d'intrattenimento con bar e ristorazione (WRm), vetture a cuccette (Bvcmz) da 40 a 60 posti e carrozze con posti a sedere con sedili reclinabili (Bpm), e se necessario un bagagliaio (Dmd).

### Allestimento interno

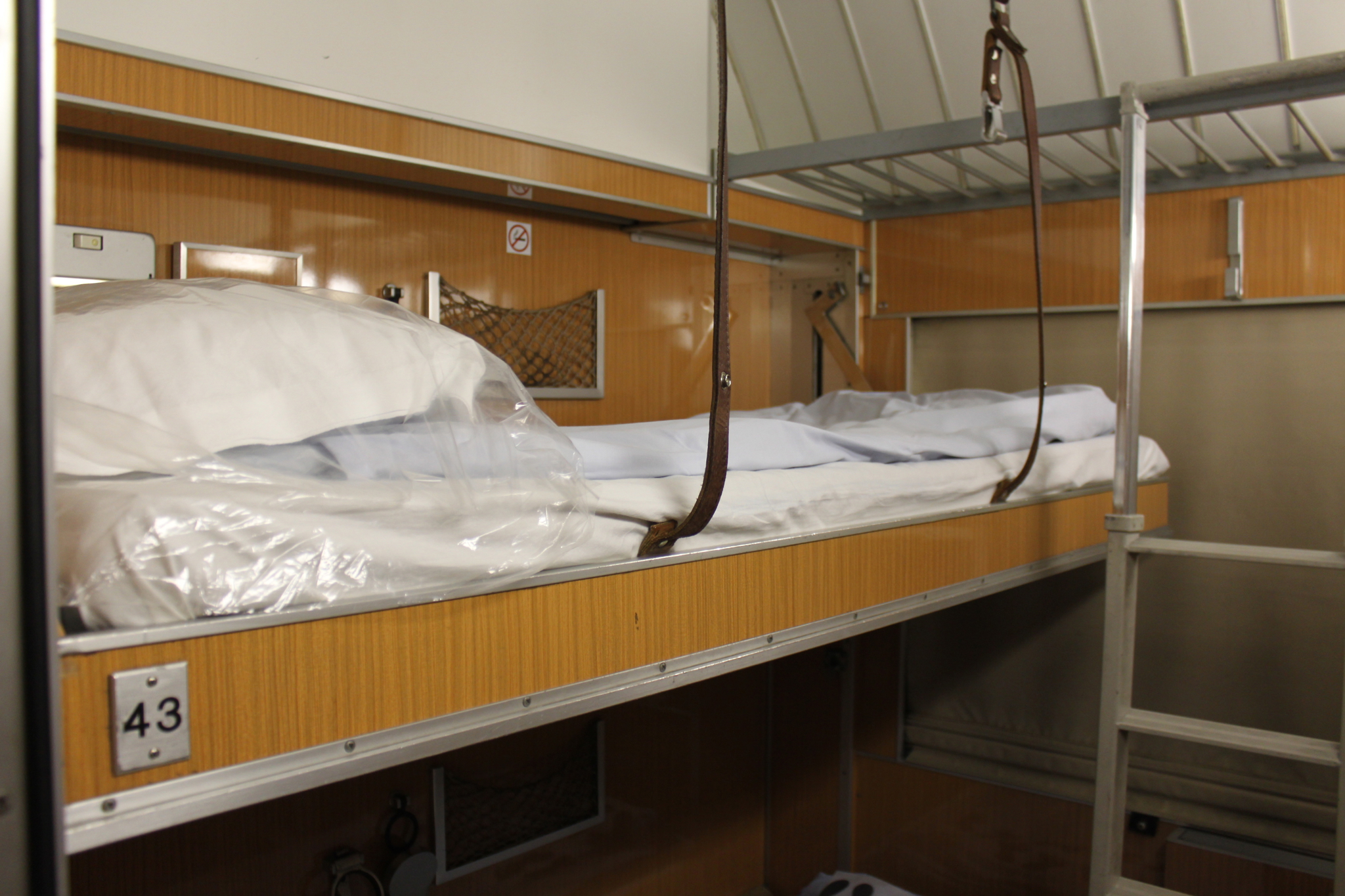
La cabina di una Carrozza "MU" FS.

In prima classe ci sono in genere sia cabine singole che cabine doppie. Le cabine contigue possono formare delle "mini-suite". Sempre più frequentemente sono dotate di servizi privati.
In seconda classe ci sono generalmente cabine T3 ma anche T4 per 4 persone.

## Treni notturni oggi nel mondo
Anche se negli ultimi decenni la competizione con il trasporto aereo e l'avvento dei servizi ad alta velocità hanno ridotto l'attrattività del servizio notturno, i vagoni letto conservano la capacità di fornire viaggio che è sia ragionevolmente comodo con un potenziale risparmio di tempo, in particolare tra i tragitti compresi tra gli 800 e i 1500 km che possono essere coperti nel corso di una notte, magari con cena all'inizio del viaggio o la prima colazione alla fine. Anche laddove i posti letto siano più costosi dei treni diurni ad alta velocità o altre modalità di trasporto, il costo aggiuntivo può essere inferiore a quella di una notte in un hotel.

### Europa
Nell'Europa di oggi, un numero considerevole di treni notturni continuano a funzionare, anche se si trovano ad affrontare la forte concorrenza dei treni diurni ad alta velocità e delle compagnie aeree low cost. In alcuni casi, i treni sono divisi e ricombinati nel cuore della notte, rendendo possibile l'offerta di più collegamenti con un numero relativamente ridotto di treni. In generale, i treni sono costituiti da vagoni letto con compartimenti privati, vetture cuccette, e talvolta anche vetture con posti a sedere normali.
Si assiste inoltre alla riproposizione di linee storiche quali Simplon-Orient Express, Nord Express, Train Bleu, Golden Arrow, come servizio di gran lusso rivolto ad una clientela ricca e raffinata, che consideri il viaggio stesso come una lussuosa vacanza. Il servizio è offerto utilizzando affascinanti vetture d'epoca ristrutturate con ogni comfort.
In Francia, la tradizionale clientela dei treni notturni ha subito una forte erosione. In effetti, il TGV con la sua capillare diffusione ha così fortemente ridotto i tempi di percorrenza nazionali che il viaggio notturno ha perso la sua attrazione, tanto da portare, alla fine del 2007, alla dismissione della maggior parte del materiale rotabile notturno della SNCF, anche se esistono ancora un certo numero di servizi su linee internazionali. Tuttavia, entro il 2030, verranno riattivate almeno 10 linee.
Nel Regno Unito, una rete di treni con carrozze letto opera quotidianamente tra Londra e la Scozia (Caledonian Sleeper), e tra Londra e il Sud-Ovest fino alla Cornovaglia (Blue Night). Viene utilizzato materiale rotabile progettato e precedentemente operato da British Rail. Questi servizi offrono una scelta di occupazione singola o di compartimenti doppi.
Il servizio City Night Line di Deutsche Bahn serve la maggior parte dei paesi in Europa occidentale e centrale, compresa la Germania, i Paesi Bassi, Austria, Danimarca, Italia e la Repubblica Ceca. A partire dall'orario invernale 2016-2017 DB A.G. ha sospeso tutti i collegamenti internazionali notturni City Night Line; tuttavia, a seguito di un accordo con le ferrovie austriache ÖBB, molti di questi sono stati presi in gestione dalle ÖBB sotto il marchio Nightjet creato appositamente. Le ferrovie austriache hanno pure rilevato parte del materiale rotabile già impiegato in precedenza dalle DB. 
In Italia, Trenitalia, fino al dicembre 2011, gestiva una vasta rete di treni con vagoni letto, in particolare tra le principali città del Nord Italia e il Sud, compresa la Sicilia. Tale servizio è stato fortemente ridimensionato e razionalizzato su poche tratte, incluso il servizio Venezia-Parigi di Trenitalia-Veolia Transdev sotto il marchio Thello.

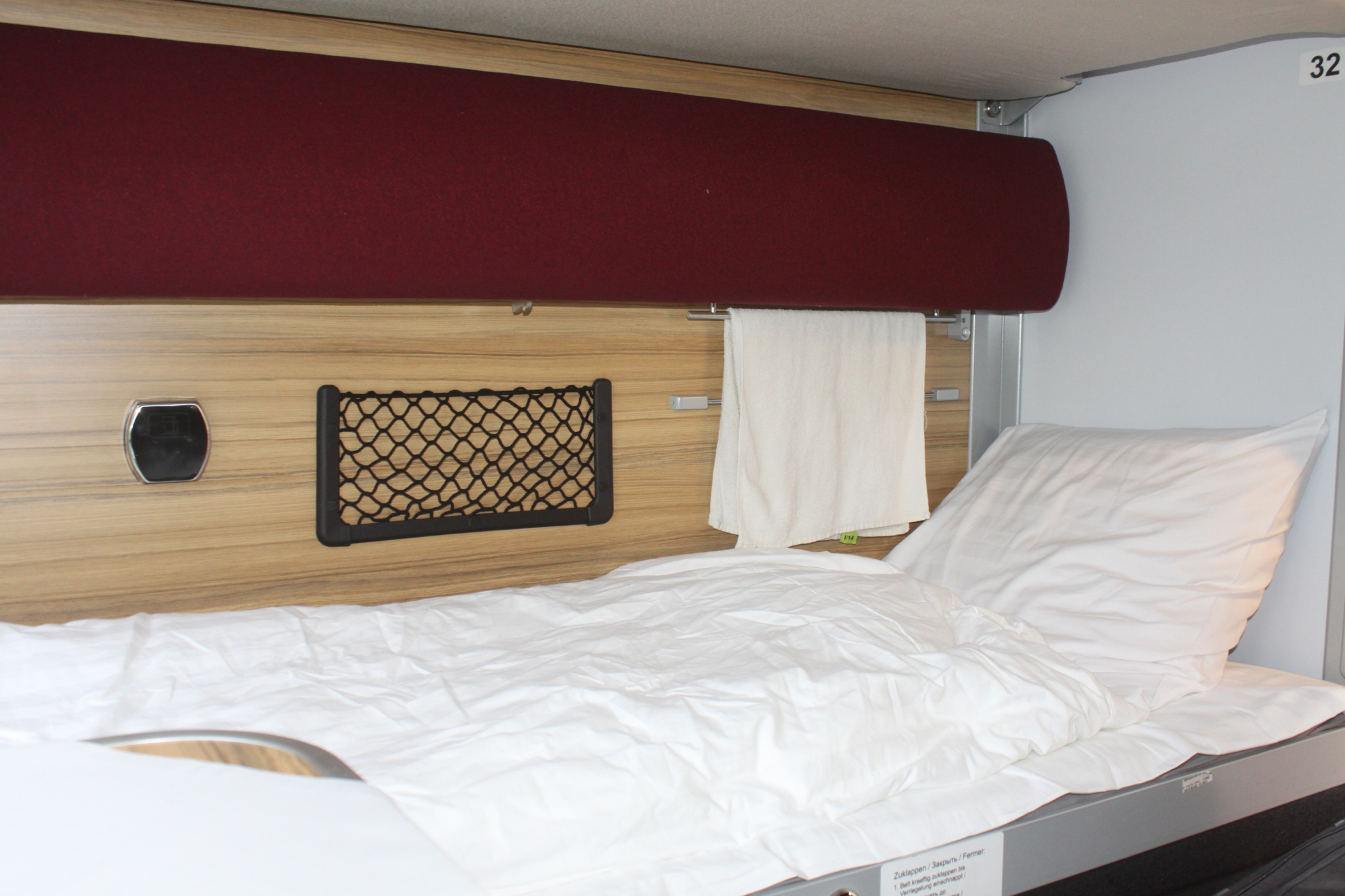
Un letto di una vettura tipo WLABmz delle Ferrovie russe, atta a circolare anche in Europa occidentale.

 In Russia e Ucraina, i servizi ferroviari nazionali operano un numero elevato di treni notturni con scompartimenti privati con posti trasformabili in posti letto. Questi treni notte sono un metodo primario di viaggio, dato che le distanze tra le capitali di Mosca e di Kiev e di molte città periferiche sono ideali per viaggi con partenza in tarda serata e arrivo a destinazione al mattino. I vagoni letto sono inoltre l'unica soluzione ragionevole per i viaggi ferroviari di più giorni (ad esempio treni diretti da Mosca a Vladivostok (la famosa Transiberiana, con coincidenza marittima verso il Giappone) o Pechino). La rete dalle Ferrovie russe (RZD) è estesissima, ed offre dei servizi verso Parigi (Moscou Express), Nizza (Riviera Express) e il resto d'Europa. I prezzi dei biglietti sono più che ragionevoli per gli standard occidentali.

### Stati Uniti
Le Ferrovie americane (Amtrak), propongono dei collegamenti transcontinentali da New York verso Los Angeles e San Francisco via Chicago o dalla California verso la Florida.

### Cina
in Cina le ferrovie operano una vasta rete di treni cuccetta in tutto il paese con alta utenza, che copre tutte le capitali provinciali e molte grandi città. Molti servizi sono in fase di aggiornamento e per mettere velocità maggiori. In Cina, viste le distanze, vi è anche l'unico servizio di treni ad alta velocità con carrozze letto: il CRH2 EMU Bullet Train offre dal 21 dicembre 2008 un servizio a cuccetta tra Pechino e Shanghai.

### India
Una parte importante di carrozze ferroviarie in India sono letto / vetture cuccette. Con le ferrovie come il principale modo di trasporto di passeggeri, vagoni letto variano da classe economica a prima classe con aria condizionata. La maggior parte dei treni indiani (tutti gestiti dalle ferrovie indiane statali) sono disponibili in varie combinazioni di offerta.

### Giappone
Il Giappone ha un certo numero di treni con vagoni letto. Molte linee sono ancora popolari, nonostante il calo a seguito dell'arrivo di servizi ferroviari ad alta velocità del sistema. Essi offrono il vantaggio di erogazione con il costo aggiuntivo di una notte in un hotel.

### Kazakistan
Nell'ambito dall'ampia rete che connette i Paesi dell'area ex sovietica con treni che frequentemente viaggiano per più giorni di seguito, e quindi necessariamente offrono servizi di cuccetta, è da notare che le ferrovie kazake connettono con servizi di lusso che utilizzano materiale rotabile della TALGO i principali centri del Paese (Astana, Almaty e Şımkent), oltre che Tashkent in Uzbekistan. I posti letto sono offerti in configurazione da due o quattro posti per scompartimento, con docce private in alcuni scompartimenti.

### Australia
I treni notturni in Australia, che di solito corrono tra le varie città capitali, sono cambiati negli ultimi 20 anni circa, probabilmente come risultato della concorrenza per le tariffe aeree più conveniente tra quelle stesse città. O essi sono stati sostituiti da treni al giorno (come La Overland tra Adelaide e Melbourne) - a volte a velocità media dei treni al giorno (come la CountryLink XPT tra Melbourne e Sydney) - oppure sono rimasti, ma state ristrutturate con l'intenzione di attrarre i turisti per i quali il viaggio in treno è di per sé un'attrazione, invece di essere un mezzo funzionale di trasporto (come il Ghan, che corre tra Adelaide e Darwin, e la Indian Pacific, correndo tra Sydney e Perth).

### I tragitti internazionali più lunghi
Nel settembre 1988 la TV giapponese Fuji TV organizzò il Nostalgie Istanbul Orient-Express (NIOE), con la collaborazione della società svizzera Intraflug che aveva recuperato e restaurato vario materiale rotabile CIWL. Composto principalmente da vagoni-letto, il treno ha effettuato un singolo viaggio Parigi-Tokyo. In realtà Parigi fu la prima tappa, dopo la partenza da Zurigo. Il treno passò per Aquisgrana, Berlino, Francoforte sull'Oder, Poznań, Varsavia, Minsk, Mosca, Novosibirsk, Irkutsk, Ulan Bator, Pechino, raggiungendo poi Hong Kong dove fu imbarcato su un ferry e raggiunse il Giappone a Yamaguchi per poi proseguire per Tokyo. Questo viaggio di circa 10.000 km è il più lungo tragitto ferroviario diretto mai effettuato.
Il treno Kyoto-Copenaghen-Express, organizzato dall'ONU, partendo dal Giappone a inizio novembre arrivò in Danimarca il 5 dicembre 2009, giorno di inizio della Conferenza ONU sui cambiamenti climatici. Partito da Kyoto, fu imbarcato su un traghetto per Vladivostok e raggiunse l'Europa passando attraverso la Siberia, percorrendo un totale di circa 9.000 km.